# Biswamoyopterus laoensis
Espèce
Biswamoyopterus laoensis est une espèce d'écureuils volants de la famille des Sciuridae et endémique du Laos.

## Systématique
L'espèce Biswamoyopterus laoensis a été décrite en 2013 par Daosavanh Sanamxay (d), Bounsavane Douangboubpha (d), Sara Bumrungsri (d), Sysouphanh Xayavong (d), Vilakhan Xayaphet (d), Chutamas Satasook (d) et Paul J. J. Bates (d).

## Répartition et habitat
Biswamoyopterus laoensis n'est pour l'instant connu que de la province de Borikhamxay au Laos et se rencontre en forêt à une altitude comprise entre 160 et 1 600 m.

## Description
Biswamoyopterus laoensis est un écureuil volant de grande taille pouvant mesurer 455 mm de la tête à la queue, cette dernière mesurant jusqu'à 620 mm. Sa masse peut atteindre 1 800 g.

## Étymologie
Son épithète spécifique, composée de lao et du suffixe latin -ensis, « qui vit dans, qui habite », lui a été donnée en référence au lieu de sa découverte, dans la province de Borikhamxay au Laos. 

## Publication originale
- (en) Daosavanh Sanamxay, Bounsavane Douangboubpha, Sara Bumrungsri, Sysouphanh Xayavong, Vilakhan Xayaphet, Chutamas Satasook et Paul J. J. Bates, « Rediscovery of Biswamoyopterus (Mammalia: Rodentia: Sciuridae: Pteromyini) in Asia, with the description of a new species from Lao PDR », Zootaxa, Magnolia Press (d), vol. 3686, no 4,‎ 15 juillet 2013, p. 471–481 (ISSN 1175-5334 et 1175-5326, OCLC 49030618, PMID 26473234, DOI 10.11646/ZOOTAXA.3686.4.5).